# Рудногалькове подрібнення
Рудногалькове подрібнення — один з різновидів самоподрібнення корисних копалин.
Розрізняють первинне і вторинне рудногалькове самоподрібнення.
- При первинному рудногальковому самоподрібненні (перша стадія) подрібнюючим середовищем (галькою) служать грудки руди крупністю близько 150 мм, а матеріалом, що подрібнюється — дрібна руда крупністю 20 — 0 мм.

Первинне рудногалькове самоподрібнення може здійснюватись у відкритому і у замкненому циклах. При тонкому подрібненні рудногалькові млини, як правило, працюють у замкненому циклі з гідроциклонами і спіральними класифікаторами.
Первинне рудногалькове самоподрібнення не одержало такого широкого застосування, як вторинне (тонке).
- При вторинному рудногальковому самоподрібненні (друга стадія) подрібнюючим середовищем (галькою) служать грудки руди крупністю від 100 до 25 мм, а матеріалом, що подрібнюється — продукт першої стадії подрібнення крупністю 3 — 0 мм. Гальку необхідної крупності отримують або грохоченням руди в процесі її дроблення, або з рудних млинів. Подрібнений продукт млинів типу МРГ має крупність 0,5 — 0,1 мм і тоншу.

Основною перевагою вторинного рудногалькового самоподрібнення є те, що перехід з кульового на рудногалькове подрібнення простіше і дешевше, ніж у циклі первинного (грубого) подрібнення.
Основні переваги рудногалькового самоподрібнення: добра селективність, що підвищує кількісно-якісні показники збагачення; повне або значне скорочення витрати стальних куль; простота і надійність експлуатації млинів; зниження собівартості подрібнення.